# Portentomorphini
De Portentomorphini zijn een geslachtengroep van vlinders van de familie van de grasmotten (Crambidae).

## Geslachten
- Cryptosara E. L. Martin, 1957
- Hyalobathra Meyrick, 1885
- Isocentris Meyrick, 1887
- Mabra Moore, 1885
- Pioneabathra J. C. Shaffer  & Munroe, 2007
- Portentomorpha Amsel, 1956